# Emmanuel Maignien

a Compétitions nationales et continentales officielles uniquement.

Emmanuel Maignien, né le 5 janvier 1982 à Montélimar, est un joueur français de rugby à XV qui évolue au poste de talonneur. Il joue notamment dans sa carrière au sein de l'effectif des clubs du FC Grenoble et de l'US Dax. Il se reconvertit ensuite en tant qu'entraîneur.

## Biographie

### Carrière de joueur
Emmanuel Maignien commence le rugby à XV dans la région de Montélimar, entre autres avec le club du RC Le Teil avec qui il est champion de France junior au poste de troisième ligne à l'âge de 17 ans. Il quitte ensuite le pôle espoirs de Villefranche-sur-Saône pour intégrer le centre de formation du FC Grenoble, alors en Top 16, au sein duquel il est replacé au poste de talonneur et formé par Éric Ferruit, talonneur emblématique du club isérois ; Maignien participe à son premier match professionnel en 2001, alors sous les ordres de Jacques Delmas. Il connait avec le FC Grenoble la relégation administrative en Fédérale 1 en 2005, suivi immédiatement de la promotion en Pro D2,.
Après huit ans à Grenoble, il rejoint le club de l'US bressane pour une saison,, avant d'être transféré à la Section paloise. Non conservé par le club béarnais après deux ans malgré son désir de prolonger, il rejoint en 2011 les voisins de l'Union sportive dacquoise pour deux saisons,, et reconvertit au bout d'un an son contrat pour trois saisons supplémentaires.
À l'intersaison 2015, Maignien est approché par le Lyon OU. Il prend néanmoins sa retraite sportive à l'issue de tests médicaux non-fructueux, un début de myélopathie ayant été décelé ; il perd ainsi sa licence sportive, que ce soit au niveau professionnel ou amateur.

### Carrière d'entraîneur
Maignien reste dans la région de Dax, et se voit proposer par Jérôme Daret, alors directeur sportif de l'US Dax, de suivre des formations en vue d'occuper un poste d'assistant d'entraîneur. Il passe ainsi son brevet fédéral pendant la saison 2015-2016, tout en prenant part aux entraînements de l'équipe Crabos du club rouge et blanc. Il intervient ensuite en tant que consultant à la première ligne auprès de Patrick Furet, entraîneur des avants de l'équipe professionnelle. En mai 2017, il obtient son diplôme DEJEPS, ce qui lui permet d'obtenir un contrat professionnel avec la SASP de l'US Dax en tant que spécialiste de la mêlée, toujours auprès de l'équipe première, mais également dans les autres catégories.
Après la relégation du club en Fédérale 1 à l'issue de la saison 2017-2018, Maignien est nommé entraîneur des avants de l'équipe première. Pour la deuxième saison, il partage son poste avec Stéphane Barbéréna, et se consacre plus particulièrement sur le secteur de la mêlée,. Il intervient également cette même saison auprès de la mêlée du SA Hagetmau, pensionnaire de Fédérale 2, à titre ponctuel. Après le remaniement du groupe d'entraîneurs à l'intersaison 2020, il s'éloigne de l'équipe professionnelle et devient responsable du pôle formation,, tout en poursuivant sa formation afin d'obtenir un diplôme d'Etat supérieur, dernier échelon afin de pouvoir devenir entraîneur professionnel. Il fait son retour auprès de l'équipe première un an plus tard après le départ de Stéphane Barbéréna.
Son départ pour le centre de formation de la Section paloise en tant que responsable sportif, à compter de la saison 2022-2023, est officialisé au mois de mars 2022.
À l'intersaison 2025, un temps annoncé à destination de l'US Tyrosse dont l'équipe première vient d'être promue en Nationale 2, il rejoint finalement l'encadrement technique du Lyon OU en Top 14, en tant qu'entraîneur de la mêlée.

## Palmarès
- Championnat de France de 2e division :
  - Demi-finaliste : 2010 avec la Section paloise, 2012 avec l'US Dax.